# Emporomyia caucasica
Emporomyia caucasica là một loài ruồi trong họ Tachinidae.